# アルダブラゾウガメ属
アルダブラゾウガメ属（アルダブラゾウガメぞく、属名：Aldabrachelys〈アルダブラケリス〉）は、マダガスカル島にルーツを持つとされるセーシェル諸島のアルダブラゾウガメとマダガスカル島の絶滅種で編成されるカメの仲間。1957年にイギリス人のアーサー・ラブリッジとアメリカ人のアーネスト・エドワード・ウィリアムズが設立。リクガメ科の下位に位置する階級。

## ルーツ
アメリカ科学振興協会の科学雑誌『サイエンス・アドバンス（Science Advances）』によれば、アフリカ大陸に祖先を持つマダガスカル島におけるリクガメ科の多様化は2782万年前（漸新世中期）に起こった二つの系統（アルダブラゾウガメ属とマダガスカルリクガメ属）に分かれたことから始まり、2512万年前にはマダガスカルリクガメ属の系統はクモノスガメ属の系統に分かれたという。ここで本誌が示すのは、アルダブラゾウガメ属がマダガスカルリクガメ属やクモノスガメ属と近縁であり、同じ祖先を持つ可能性が高いということである。
そして元々マダガスカル島にいたアルダブラゾウガメ属は、鮮新世にイル・アンテリュールとアルダブラ環礁へ分散したというが、ヨーロッパ人がセーシェル諸島を見つけた17世紀以降、イル・アンテリュールにいたアルダブラゾウガメ属は一度人間によって根絶されたという。よってイル・アンテリュールにいる現存のアルダブラゾウガメ属は19世紀にアルダブラ環礁から再び流れ着いて定着したものと考えられている。

## アルダブラゾウガメ属を編成する種
- アルダブラゾウガメ属
  - 和名：マダガスカルセマルゾウガメ
    - 学名：アルダブラケリス・アブルプタ0/0†Aldabrachelys abrupta (Grandidier, 1868)

  - 和名：アルダブラゾウガメ
    - 学名：アルダブラケリス・ギガンテア0/0Aldabrachelys gigantea (Schweigger, 1812)
    - 亜種
      - 学名：アルダブラケリス・ギガンテア・アルノルディ0/0Aldabrachelys gigantea arnoldi (Bour, 1982)
      - 学名：アルダブラケリス・ギガンテア・ダウディニー0/0†Aldabrachelys gigantea daudinii (Duméril & Bibron, 1835)
      - 学名：アルダブラケリス・ギガンテア・ギガンテア0/0Aldabrachelys gigantea gigantea (Schweigger, 1812)
      - 学名：アルダブラケリス・ギガンテア・ホロリッサ0/0Aldabrachelys gigantea hololissa (Günther, 1877)

  - 和名：マダガスカルヒラセゾウガメ
    - 学名：アルダブラケリス・グランディディエリ0/0†Aldabrachelys grandidieri (Vaillant, 1885)